# マルグリット・ドルレアン (1406-1466)
マルグリット・ドルレアン（Marguerite d'Orléans, 1406年12月4日 - 1466年4月24日）は、ヴァロワ朝時代のフランスの王族女性。フランス王シャルル6世の弟オルレアン公ルイの娘で、エタンプ伯リシャールの妻。ブルターニュ公フランソワ2世の母。自身の権利としてヴェルテュ女伯の称号を有した。

## 生涯
オルレアン公ルイとその妻ヴァランティーヌ・ヴィスコンティの間の末娘として生まれた。1歳の時、父はブルゴーニュ公ジャン（無畏公）の陰謀によって暗殺された。1420年、兄フィリップの死去に伴い、ヴェルテュ伯領を相続した。1423年にブルターニュ公ジャン5世の末弟エタンプ伯リシャールに嫁いだ。伯爵夫妻の間には7人の子供が生まれ、うち5人が成人した。長男のフランソワは、1458年にブルターニュ公爵位を継承した。1438年に未亡人となった後、マルグリットは1442年に亡夫の封土だったエタンプ伯爵領の保有を、従兄のフランス王シャルル7世の開封勅許状により安堵された。しかし高等法院は、封臣本人が死去すれば、その封土は直ちにフランス王領に回収されるべきだとして、マルグリットに与えられた勅許状に異議を唱えた。
非常に信心深い女性だったマルグリットは、1430年頃、日々の祈りのために『マルグリット・ドルレアンの時祷書』を作らせた。マルグリットは未亡人となった後、長くパリのロンシャン修道院やその他の北フランスの修道院を転々としながら暮らした。彼女は各地の修道院を訪れ、滞在するための特別な許可を、ギヨーム・デストゥトヴィル枢機卿より与えられている。マルグリットは最終的にブロワ郊外のラ・ギーシュ修道院に居を定め、同修道院で没した。

## 子女
- マリー（1424年 - 1477年） - フォントヴロー修道院院長
- イザベル（1426年 - 1438年）
- カトリーヌ（1428年 - 1476年） - 1438年、オランジュ公ギヨーム7世と結婚
- フランソワ2世（1435年 - 1488年） - ブルターニュ公
- 次男（名前不明、1436年）
- マルグリット（1437年 - 1466年） - 修道女
- マドレーヌ（1439年 - 1462年） - 修道女

## 引用
1. ↑  Leo van de Pas：Genealogics - Marguerite d'Orléans(1406 - 1466)
2. ↑  Documents sur Les Seigneurs et Dames d’Étampes dans le Corpus Étampois - CORPUS HISTORIQUE ÉTAMPOIS